# Императорский Казанский университет
Импера́торский Каза́нский университе́т (ИКУ, в 1814—1917 годах) — университет, основанный по указу Александра I в 1804 году, стал одним из первых нестоличных университетом Российской империи

## Императорский Казанский университет 1804—1835
Датой основания университета считается 5 (17) ноября 1804, когда императором Александром I была подписана Утвердительная грамота. Одновременно был подписан Устав Императорского Казанского университета, предоставившего университету широкое самоуправление — выборность профессоров, деканов, ректора и др.

Блаженной памяти Августейшая Прабабка Наша Государыня Императрица Елизавета Петровна, шествуя по стезям великого Преобразователя России, между прочими славными подвигами благоволила основать в Казани 1758 года Гимназию и даровать ей некоторые права, незадолго пред тем Московскому Университету пожалованные. Предположив, сообразно просвещения настоящих времен, в сём самом месте учредить Университет, дабы существование сего благотворного заведения соделать навсегда неприкосновенным и даровать ему возможность к достижению важного назначения образования полезных граждан на службу Отечества и распространения в нём нужных познаний.— Из Утвердительной Грамоты Казанского университета.

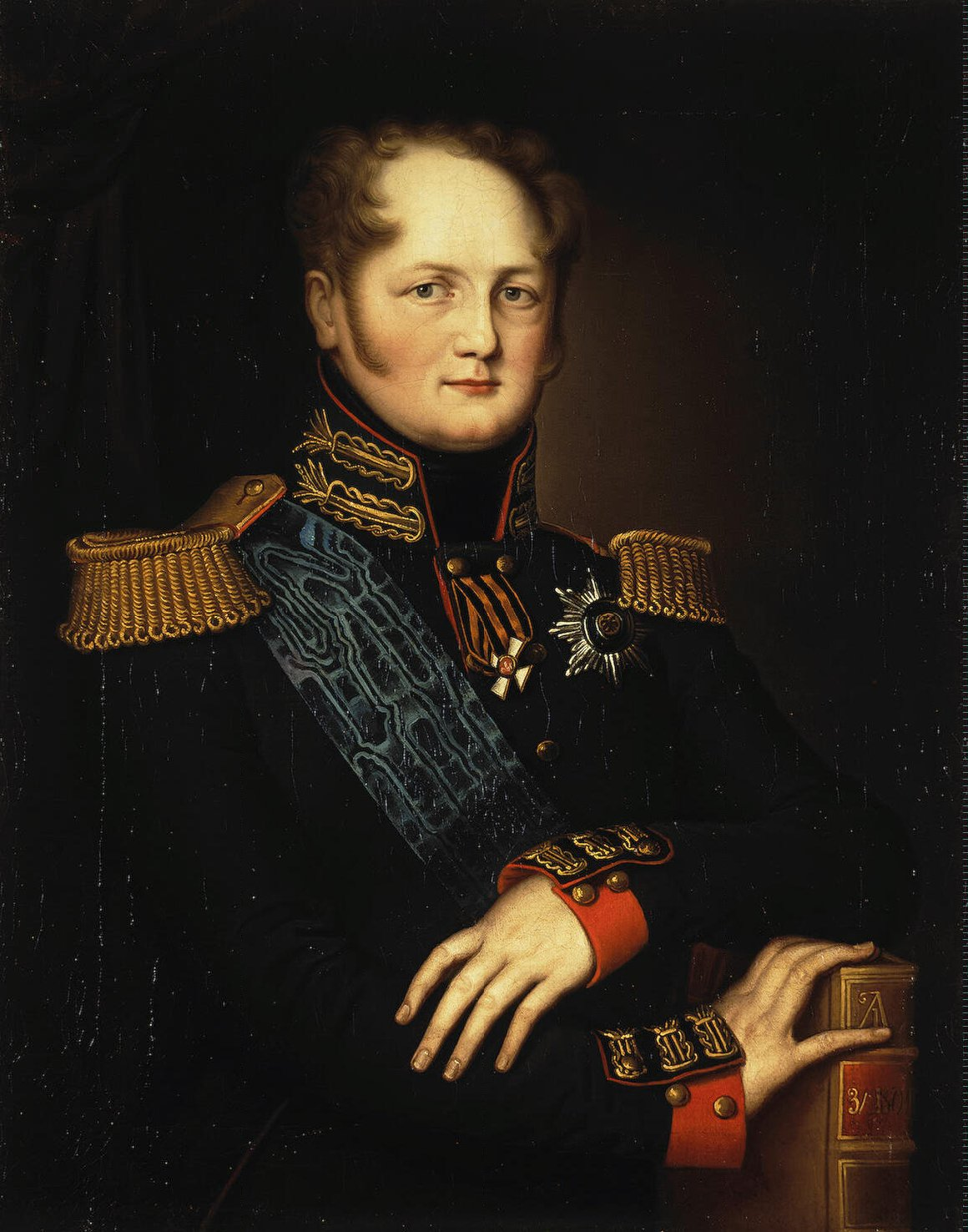
Александр I

По этому Уставу в университете должно было быть четыре отделения: нравственных и политических наук, физических и математических, врачебных или медицинских, словесных наук с кафедрой восточных языков, а также 28 профессоров, 12 адъюнктов, 3 лектора и 3 учителя «приятных искусств».
С момента утверждения, университет целых десять лет не мог пользоваться своим Уставом, а когда профессора, подчинённые власти директора гимназии И. Ф. Яковкина, вступались за свои права, ссылаясь на Устав, это рассматривалось, как бунт против властей, и трое из профессоров были уволены. «В Казани вошла в силу неслыханная комбинация учебных учреждений: не гимназия должна была состоять при университете, а университет при гимназии и в полной подчинённой зависимости от гимназического начальства!». 
Румовский за все время своего попечительства ни разу не побывал в Казани. Устав университета по разным обстоятельствам не приводился в действие. Всеми делами университета бесконтрольно распоряжался директор Казанской гимназии и профессор истории в Казанском университете, И. Ф. Яковкин, сумевший ловко приобрести полное доверие Румовского. Все жалобы со стороны университетских профессоров и даже административных властей на злоупотребления Яковкина оставались бесплодными: он всегда успевал отделываться от взводимых на него обвинений и остался неограниченным распорядителем университета вплоть до самой смерти Румовского.
В этот период (1804—1814) университет представлял собой лишь высшие классы казанской гимназии, шесть учеников которой были, при открытии, произведены в студенты, директор Яковкин в профессора, а некоторые учителя в адъюнкты. За неимением подготовленных отечественных учёных, пришлось пополнять университет иностранными, как Браун, Бартельс, Литтров, Броннер и др.
Коренные изменения в статусе Казанского университета произошли после смерти первого попечителя С. Я. Румовского и назначения новым попечителем Казанского учебного округа М. А. Салтыкова. Приезд в Казань нового попечителя, проникнутого самыми благими намерениями, не замедлил привести к благотворным результатам. Первым делом нового попечителя по прибытии в Казань в феврале 1813 г. было донесение министру народного просвещения графу А. К. Разумовскому о плачевном состоянии университета. Внимание Салтыкова в особенности сосредоточивается на хозяйственной стороне: университетские постройки находятся в жалком состоянии, большие денежные суммы, отпускаемые ежегодно на их ремонт, употреблены неизвестно куда, нет никакого контроля относительно расходования денежных сумм. Причиною всех зол Салтыков считает Яковкина, с которым на первых же порах у него происходят столкновения. Михаил Александрович сближается с профессорами-немцами, которые действительно в то время представляли лучшую часть университетского состава. Его старания устранить от распорядительства Яковкина не сразу увенчиваются успехом. Уже в начале 1814 года Яковкин успевает получить из министерства значительную денежную награду, согласно представлению ещё покойного попечителя. Но это было его последнее торжество.
Салтыков усердно хлопочет о проведении устава, и 5 (17) июля 1814 последовало торжественное «полное открытие» классического университета в составе четырёх отделений: нравственных и политических наук, физических и математических наук, врачебных наук, словесных наук. Управление университетом переходит в руки Совета профессоров. Это открытие университета на основании данного ему ещё в 1804 г. устава и можно считать самым важным событием за все время попечительства графа Салтыкова. Это очень хорошо понимала среда профессоров того времени, и день 5 июля был ознаменован восторженными речами, где выражалась уверенность, что с этого времени начнётся процветание наук в Казанском университете, и его питомцы дадут полезных деятелей для всех сторон жизни (речь Перевощикова).
«С его приездом для нас, по-видимому, взойдёт лучшее солнце, светлое сияние которого я хочу приветствовать», - написал Литров, приветствуя новое назначение.
Благие последствия незамедлительно улучшили административные и хозяйственные части. Что же касается «процветания наук», то едва ли самые высокие стремления нового попечителя и университетского совета, точно так же, как и какие бы то ни было уставы могли помочь делу. Жизнь не давала материала для осуществления этого устава. Лучшими профессорами по-прежнему оставались немцы, но и их не хватало, многие кафедры пустовали, и попытки создать русских профессоров из оканчивающих университет только в редких случаях оказывались успешными. Преподавание преимущественно велось на латинском языке, а так как знания студентов ни в этом языке, ни в немецком не были достаточными, то преподавание часто не достигало цели. Однако, нашлось несколько студентов, особенно по математическим наукам, которые явились достойными преемниками своих профессоров в преподавании, такие как Лобачевский и Симонов, положившие начало казанской математической школе. 

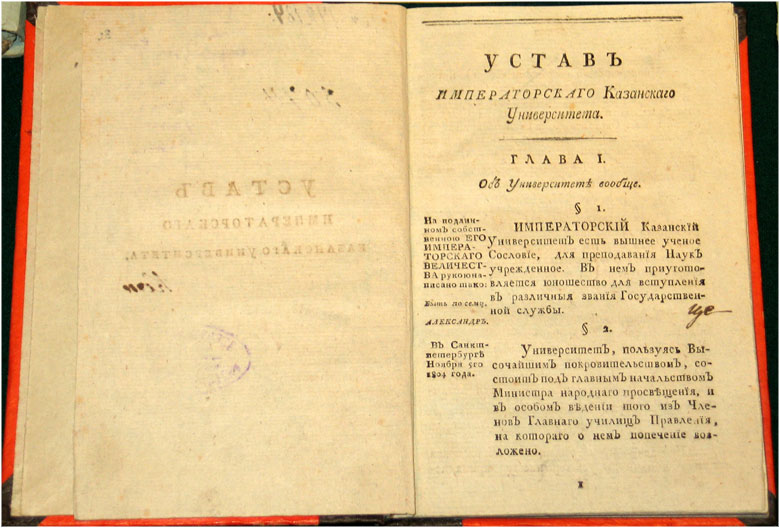
Устав Императорского Казанского университета

Обрусевший немецкий профессор К. Фукс также выдвинулся из ряда других профессоров университета, сначала как натуралист, потом, как профессор «терапии и медики».
Салтыков в этом отношении ничем, конечно, помочь не мог: состояние современного русского общества, а также исключительное отдалённое положение Казанского университета были тому причиной. Однако, дошедшие до нас его отдельные меры проникнуты стремлением хоть отчасти улучшить положение дел. В 1816 г. состоялось постановление о том, чтобы профессора по желанию замещали пустующие кафедры не по своей специальности с половинным окладом жалованья. Едва ли эти лекции могли принести большую пользу, но лучше было что-то, чем ничего. При Салтыкове появляются молодые профессора из русских, окончивших университет, например будущий ректор университета Гавриил Ильич Солнцев Количество студентов (с 1814) быстро возрастало и возросло почти в четыре раза (в 1819 — 161 чел.).
В первые десятилетия своего существования Казанский университет (совместно с первой казанской гимназией) являлся ведущим центром изучения восточных языков.

Ежели России назначено, как провидел великий Пётр, перенести Запад в Азию и ознакомить Европу с Востоком, то нет сомнения, что Казань — главный караван-сарай на пути идей европейских в Азию и характера азиатского в Европу. Это выразумел Казанский университет. Ежели бы он ограничил своё призвание распространением одной европейской науки, значение его осталось бы второстепенным; он долго не мог бы догнать не только германские университеты, но наши, например Московский и Дерптский; а теперь он стоит рядом с ними, заняв самобытное место, принадлежащее ему по месту рождения.— Герцен, «Письмо из провинции» (1836)
4 (16) августа 1818 М. А. Салтыков уходит в отставку, согласно своему прошению, с должности попечителя с оставлением только в ведомстве Коллегии иностранных дел.
В 1819 году последовала ревизия Казанского университета М. Л. Магницким, слухи о которой, точно так же, как и назначение перед тем министром народного просвещения князя А. Н. Голицына, и заставили Михаила Александровича поторопиться отставкой.
Спокойное течение дел в университете было прервано ревизией, которая не была вызвана ни какими-либо злоупотреблениями, ни расстройством университета, а явилась лишь выражением того нового течения, которое стало господствовать в министерстве народного просвещения при князе Голицыне. Самые результативные ревизии были заранее предрешены. Ревизором явился М. Л. Магницкий, который нашёл, что университет подлежит совершенному закрытию, но император Александр I не согласился на эту меру и поручил самому Магницкому исправить замеченные им недостатки. Приняв в 1819 г. должность попечителя Казанского учебного округа, Магницкий немедленно удалил неугодных ему профессоров, а профессора прав и, ставшего на тот момент, ректором Гавриила Солнцева предал университетскому суду, за преподавание естественного права «на разрушительных началах». Дело это тянулось два года и закончилось постановлением университетского суда, который, по докладу профессоров Тимьянского и Городчанинова, обвинил Солнцева, главным образом в том, что он начала естественного права выводит «из здравого разума человеческого, а не из св. Евангелия», и решили «удалить его навсегда от профессорского звания», с воспрещением когда бы то ни было поступать на службу в учебные заведения. Одновременно с судом над Солнцевым произведена была полная реорганизация университета, на основании начал, высказанных в инструкции Магницкого новому ректору Казанского университета Николькому. Преподавание было проникнуто обличительным характером. Инструкцией определялись дух и направление, которому профессора обязаны были следовать в преподавании наук философских, политических, медицинских, естественных, физики, астрономии, словесности, истории, древних и восточных языков. Для преподавания естественного права был нарочно составлен учебник христианского естественного права; вместо римского права велено преподавать византийское, по Кормчей книге. Директор университета обязан был наблюдать, чтобы студенты постоянно видели вокруг себя примеры покорности и строжайшего чинопочитания; ему вменено было в обязанность по возможности чаще присутствовать на лекциях, время от времени просматривать тетради студентов и наблюдать, чтобы дух вольнодумства ни открыто, ни скрытно не ослаблял учения церкви в преподавании наук философских и исторических. Университетский совет обратился в слепое орудие попечителя. В профессорской семье и среди кандидатов на кафедре царили происки и интриги. Число студентов уменьшилось значительно; родители не хотели помещать своих детей в университет, все слушатели которого, вынуждаемые проходить школу военной выправки, постоянно и повсюду состояли под надзором университетского начальства и полиции.
В 1825 году построен главный корпус университета.
Вскоре, однако, несостоятельность направления, данной деятельности Казанского университета Магницким, была признана официально: ревизия университета, произведённая в 1826 г. генералом П. Ф. Желтухиным, обнаружила полную дезорганизацию этого учреждения, ставшего школой лицемерия и ханжества. Магницкого сменил в 1827 г. М. Н. Мусин-Пушкин, который, при многих своеобразных воззрениях на студенческую субординацию, искренно любил университет и поставил себе задачей поднять его репутацию. Ревностного помощника нашёл он себе в лице Лобачевского, который бессменно состоял ректором университета с 1827 до 1846 гг. Пустовавшие кафедры были замещены, библиотека приведена в образцовый порядок лично Лобачевским, возведены постройки для астрономической обсерватории, библиотеки, физического кабинета и химических лабораторий, устроен анатомический театр, выстроены клиники (в организации последней современники отмечали ведущую роль профессора Ф. О. Йеллачича), и все эти учебно-воспомогательные учреждения обставлены лучшим, для того времени, образом. В ректорство Лобачевского из Казанского университета вышли такие выдающиеся учёные, как Н. Н. Зинин, А. М. Бутлеров, О. М. Ковалевский, В. П. Васильев.
к 1825 году число студентов начало расти:
| Год                         | 1822 | 1823 | 1824 | 1825 |
| Численность студентов, чел. | 91   | 94   | 89   | 109  |

В 1834 году начинает издаваться научный журнал — Учёные записки Казанского университета.

## Императорский Казанский университет 1835—1863

### Университетский устав 1835 года

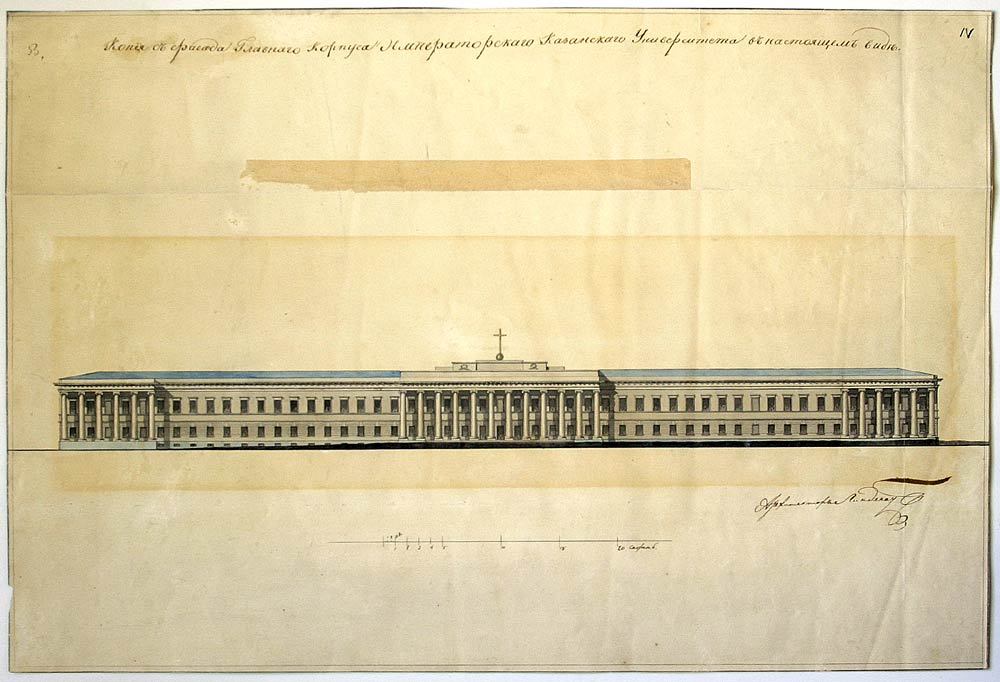
Лицевой фасад главного корпуса Императорского университета. 1840 год.

В 1835 году введён устав Николая I, учреждающий три факультета: философский (словесное и физико-математическое отделения), юридический и врачебный.
В 1837 году при университете была создана первая в России кафедра китайского языка.
В 1844 году на юридическом факультете по инициативе П. А. Пелля открылось отделение камеральных наук, куда и была переведена кафедра сельского домоводства; организована также кафедра технологии, существовавшая на юридическом факультете до 1867 года.
В 1844 году профессором Казанского университета Карлом Клаусом и одним из столпов Казанской химической школы был открыт и назван в честь России рутений — единственный химический элемент, открытый в царской России.
Под влиянием университетского устава 1835 г. быстро стало возрастать и число студентов, которое с 191 в 1836 г. поднялось до 368 в 1847 г. Под влиянием событий 1848 г., число это понизилось до 309 в 1850 г. Вновь стало возрастать число студентов после Крымской кампании, уже в 1856 г. в Казанском университете было 680 студентов. Во всю эту эпоху устройство Казанского учебного округа приспособлено было к потребностям населения восточных окраин страны, а Казанский университет рассматривался как звено между ними и великорусским населением. В 1836 г. выработаны были особые правила для принятия и обучения медицинским наукам в Казанском университете 20 воспитанников из магометан Оренбургской губернии, которые предварительно должны были кончить курс в Казанской гимназии; в 1849 г. было подтверждено, что эти лица могут обучаться только на медицинском факультете; в 1863 г. разрешено было поступать в Казанский университет магометанам, прошедшим полный курс не только в Казанской, но и в других гимназиях. К поступлению в Казанский университет предназначались и башкирские малолетки, обучавшиеся при оренбургском батальоне военных кантонистов.
Преподавание восточных языков, которое по уставу 1835 г. велось в известных пределах на философском факультете всех университетов, значительно усилено было в Казанском университете, где в 1837 г. учреждена кафедра китайского языка. Определён был лектор персидского языка и в 1842 году открылась кафедра армянского и санскритского языков.
В 1850-е годы в связи с созданием Восточного факультета Санкт-Петербургского университета все востоковедческие учебные материалы и коллекции из Казанского университета были полностью переведены в столицу.
Учреждено было в Казанском университете и до 50 казённых стипендий для подготовления учителей и врачей для сибирских губерний.
| Год                         | 1836 | 1840 | 1846 | 1850 | 1856 |
| Численность студентов, чел. | 191  | 250  | 368  | 309  | 680  |

## Императорский Казанский университет 1863—1917

### Университетский устав 1863 года
Студенческие волнения 1860-х годов отразились и на Казанском университете, но не привели к его закрытию, как случилось в Санкт-Петербурге. 12 апреля 1855 года последовало распоряжение императора Александра II «О дозволении принимать в университеты неограниченное число студентов».
В 1862 г. при университете учреждён повивальный институт.
Устав 1863 года стал одним из основных результатов университетской реформы в сфере образования, проводимой в общем контексте «Великих реформ» императора Александра II, и самым либеральным из университетских уставов дореволюционной России. Устав вернул университетам автономию и ослабил правительственную опеку над ними. Была ограничена власть попечителя, расширен круг деятельности Совета университета. Должности ректора и деканов вновь стали выборными, хотя избираемые для их замещения лица и должны были утверждаться: ректор — императором, деканы — министром народного просвещения. Вводился институт приват-доцентуры.
В 1875—1883 гг. в университете формируется Казанская лингвистическая школа.

### Университетский устав 1884 года
В 1884 году был принят «Общий устав Императорских Российских Университетов», который также затронул и Казанский университет.
Студентов было к 1 янв. 1884 г. 892, 1 янв. 1891 г. — 714, к 1 янв. 1892 г. — 737, к 1 янв. 1893 г. — 803; 
из последних 17 на историко-филологическом факультете, 88 — на физико-математическом (36 по разряду математических и 52 по разряду естественных наук), 247 — на юридическом и 451 — на медицинском. Кроме университетской библиотеки (см. III, 806), в которой к 1 янв. 1893 г. насчитывалось 56.643 названия, в 142.159 томах. Существуют ещё, на тот момент, библиотеки, при юридическом факультете и при музеях: отечествоведения, древностей и искусств, нумизматическом и т. д.
22 ноября (4 декабря) 1887 состоялась сходка-демонстрация студентов Казанского университета, которая вошла в историю как первое революционное выступление. Студенты протестовали против нового университетского Устава 1884 года и циркуляра министра народного просвещения Ивана Давыдовича Делянова от 6 (18) июня 1887 «о кухаркиных детях». Сходка была подавлена и по данным департамента полиции, из Казанского университета «за беспорядки в декабре 1887 года» были уволены 48 студентов, в их числе был, наиболее известный, Владимир Ульянов.
Профессорский персонал Казанского университета к началу 1893—94 учебного года состоял из 109 человек: 44 ординарных профессора (в том числе 7 заслуженных), 22 экстраординарных, 39 приват-доцентов.
При Казанском университете действовали многие учебно-воспомогательные учреждения: астрономическая обсерватория; лаборатории, одна по органической, другая по неорганической химии; медико-хирургическая лаборатория; фармакологический кабинет с лабораторией; фармацевтическая лаборатория с фармакогностическим кабинетом; аналитическая лаборатория; технологический кабинет с лабораторией; агрономический кабинет; минералогический, зоологический и зоотомический кабинеты, и при каждом своя лаборатория; два физиологических кабинета, один медицинского, другой физико-математического факультетов; два музея анатомии, один физиологической, другой патологической; кабинеты: геологический, физический, практической механики, физической географии, магнитной и метеорологической обсерватории, судебно-медицинский, общей патологии, гистологический, географический, хирургической патологии и терапии, психиатрический, ларингоскопический, врачебной диагностики, оперативной хирургии, гигиенический, ботанический, и при нём музей; наконец, клиники. При университете имелись также ботанический сад и своя типография.

В повивальном институте в 1893 г. было 57 слушательниц. При Казанском университете состоят общества: врачей, археологии, этнографии и истории, невропатологов и психиатров, естествоиспытателей, физико-математическое и юридическое и т. д.; пять из них выпускают специальные периодические издания.

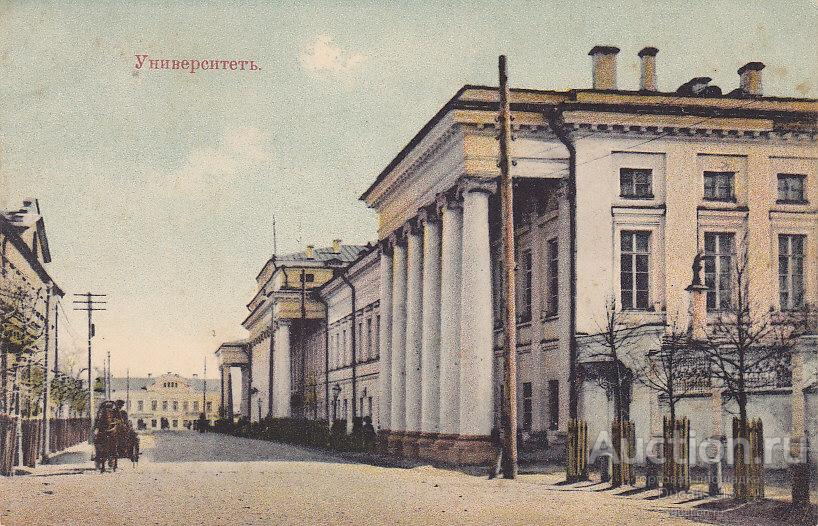
Главный корпус

Ужесточение устава и платное обучение начало снижать число студентов.
| Год                         | 1871 | 1878 | 1880 | 1881 | 1884 | 1885 | 1889 | 1891 | 1893 |
| Численность студентов, чел. | 594  | 958  | 1032 | 1064 | 892  | 950  | 938  | 714  | 803  |

### Временные правила 1905 года
В 1905 году Казанский университет оказался в эпицентре революционных волнений, охвативших Российскую империю.
Уже в январе студенты приняли решение о всеобщей студенческой забастовке и создали организационный комитет для ее проведения. Забастовка сопровождалась политическими требованиями: звучали призывы к уничтожению самодержавия и установлению демократической республики. Университет был временно закрыт по инициативе администрации, но студенты продолжили митинги и собрания вне университета.
В октябре рядом с университетом и на его территории прошли массовые митинги студентов, к которым присоединились рабочие, ремесленники, представители разных слоёв общества. Произошли столкновения с полицией и казаками; полиция блокировала входы, произошло значительное повреждение зданий.
Совет профессоров закрыл университет до начала октября, а затем повторно — после октябрьских столкновений. Профессура поддержала студентов, выступая за университетскую автономию и свободу научной деятельности.
В начале XX века Казанский университет обогатился целым рядом новых клиник, выстроенных на Арском поле, новой астрономической обсерваторией, получившей в 1903 году наименование Энгельгардтовской в честь астронома Василия Павловича Энгельгардта, который содействовал её учреждению. Преподавательский персонал возрос более, чем до 200 человек, при этом одних членов совета университета к 1912 году насчитывалось 75 человек (ординарных профессоров — 53 и экстраординарных — 22). Количество студентов, колебавшееся до 1905 г. между 900—1000, увеличилось более чем до 2000 чел. С наукой и обществом университет соприкасался через публикацию научно-литературных трудов, чему главным образом содействовала университетская типография, долгая обслуживавшая своей работой весь восток России.
После отречения императора Николая II из названия Императорского Казанского университета исчезло слово «Императорский». В 1917 году университет именовался просто: «Казанский университет»

## Факультеты Императорского Казанского университета
По уставу 1804 года, к 1814 году, когда полностью сформировался Казанский университет факультетская структура университета была создана, по образцу деления наук в Национальном институте Франции. В университете были учреждены четыре факультета, именовавшиеся «отделениями»:
- отделение нравственных и политических наук.
- отделение физических и математических наук.
- отделение врачебных наук.
- отделение словесных наук.

Всего предусматривалось 28 кафедр, каждую из которых должен был занимать один учёный в должности ординарного профессора. Кафедр в современном понимании слова в то время ещё не существовало — под словом «кафедра» понимался предмет или группа предметов, читавшихся профессором.
Уставом 1835 было восстановлено первоначальное деление университета на философский, юридический и медицинский факультеты. В рамках философского факультета было образовано специально выделенное учебно-научное подразделение, именуемое Восточный разряд, которое стало центром изучения восточных языков и культур. Вскоре восточные языки были разделены на несколько кафедр:
- турецко-татарская и арабо-персидская (1828)
- монгольская (1833)
- китайская (1837)
- санскритская и армянская (1842)
- калмыцкая (1846)

При этом подразделении существовали собственная библиотека, архив и кабинет редкостей. Среди известных учёных — Казембек А. К. и Ковалевский О. М. Однако в 1851–1855 годах по императорским указам преподавание восточных языков в Казанском университете было упразднено, и Восточный разряд вместе с кафедрами был переведён в Санкт-Петербургский университет. До этого в 1850 году философский факультет был разделен на историко-филологический и физико-математический факультеты.

## Педагогический институт
Педагогический институт (1812—1855) - Создан в соответствии с Уставом 1804 г. для подготовки выпускников к преподавательской деятельности. Открыт 16 (28) мая 1812
В институт зачислялись выпускники отделений нравственных и политических, физических и математических, словесных наук. Срок обучения составлял 3 года. Учащиеся совершенствовали знания в выбранных для преподавания дисциплинах, проводили пробные лекции для студентов университета, давали уроки в Первой Казанской мужской гимназии. Для лучших воспитанников университета Педагогический институт был аналогом современной аспирантуры, за время обучения они готовили магистерские диссертации, по окончании назначались преподавателями университета.
В соответствии с Уставом 1835 г. институт был преобразован в подразделение по подготовке студентов к педагогической деятельности. В обязательном порядке в институт зачислялись студенты, содержащиеся на «казенном коште». В институт зачислялись студенты второго курса физико-математического и историко-филологического факультетов. Они участвовали в еженедельных семинарах, давали уроки в средних учебных заведениях города, выступали с лекциями перед студентами, с 1851 г., после создания соответствующей кафедры, изучали историю педагогики и дидактику.
В 1855 г. институт был упразднен, подготовка к педагогической деятельности вошла в обязательные учебные планы физико-математического и историко-филологического факультетов университета.

## Лингвистическая школа
Казанская лингвистическая школа (1873—1887) — научное направление в языкознании, сформировавшееся в Казанском университете в последней четверти XIX века. Её основателем считается Бодуэн де Куртенэ, Иван Александрович, который в 1875–1883 годах создал в университете кружок преподавателей и студентов, интересовавшихся проблемами сравнительно-исторического языкознания и системного анализа языка. Активный период деятельности школы длился около десяти лет, до отъезда Бодуэна де Куртенэ в 1883 году и смерти Николая Крушевского в 1887 году.

## Библиотека Императорского Казанского университета

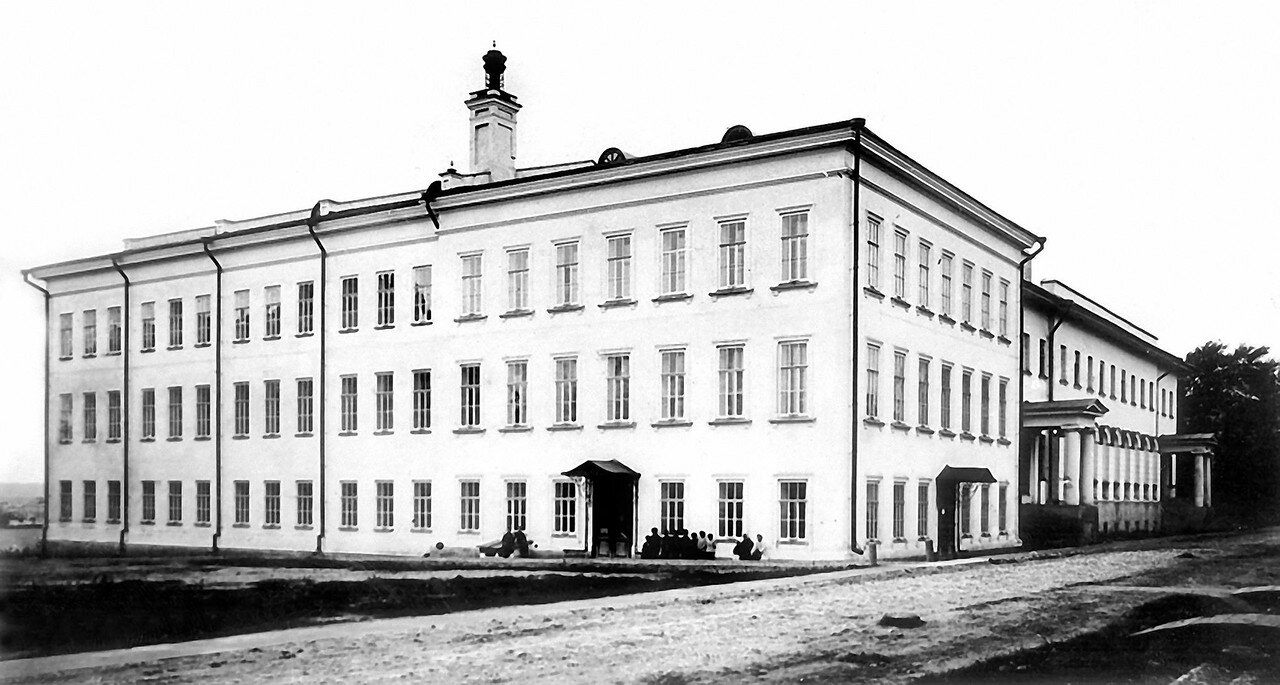
Научная библиотека

Библиотека Казанского университета была основана одновременно с университетом в 1804 году на базе фондов Казанской гимназии. Практическую работу библиотека начала в 1806 году, когда первым библиотекарем стал профессор М. Сторль, который вместе с помощником Петром Кондыревым выделил из гимназической коллекции книги, необходимые для университета — около 1 737 сочинений в 4 022 томах. Основу первоначального фонда составили книжные собрания князя Григория Потёмкина и казанского помещика, секретаря Академии художеств Василия Полянского, которые передали свои коллекции гимназии ещё в конце XVIII — начале XIX века. В 1825–1835 годах библиотекарем и одновременно ректором университета был Николай Лобачевский, при котором была налажена система постоянного пополнения фонда по отчетам профессоров и усилилась научная направленность библиотеки. В 1838 году по проекту Лобачевского было построено специализированное «несгораемое» здание библиотеки — одно из первых такого рода в России, что обеспечило сохранность собранных ценностей. К концу XIX века фонд библиотеки значительно вырос и в 1890-х годах здание было расширено для размещения более 

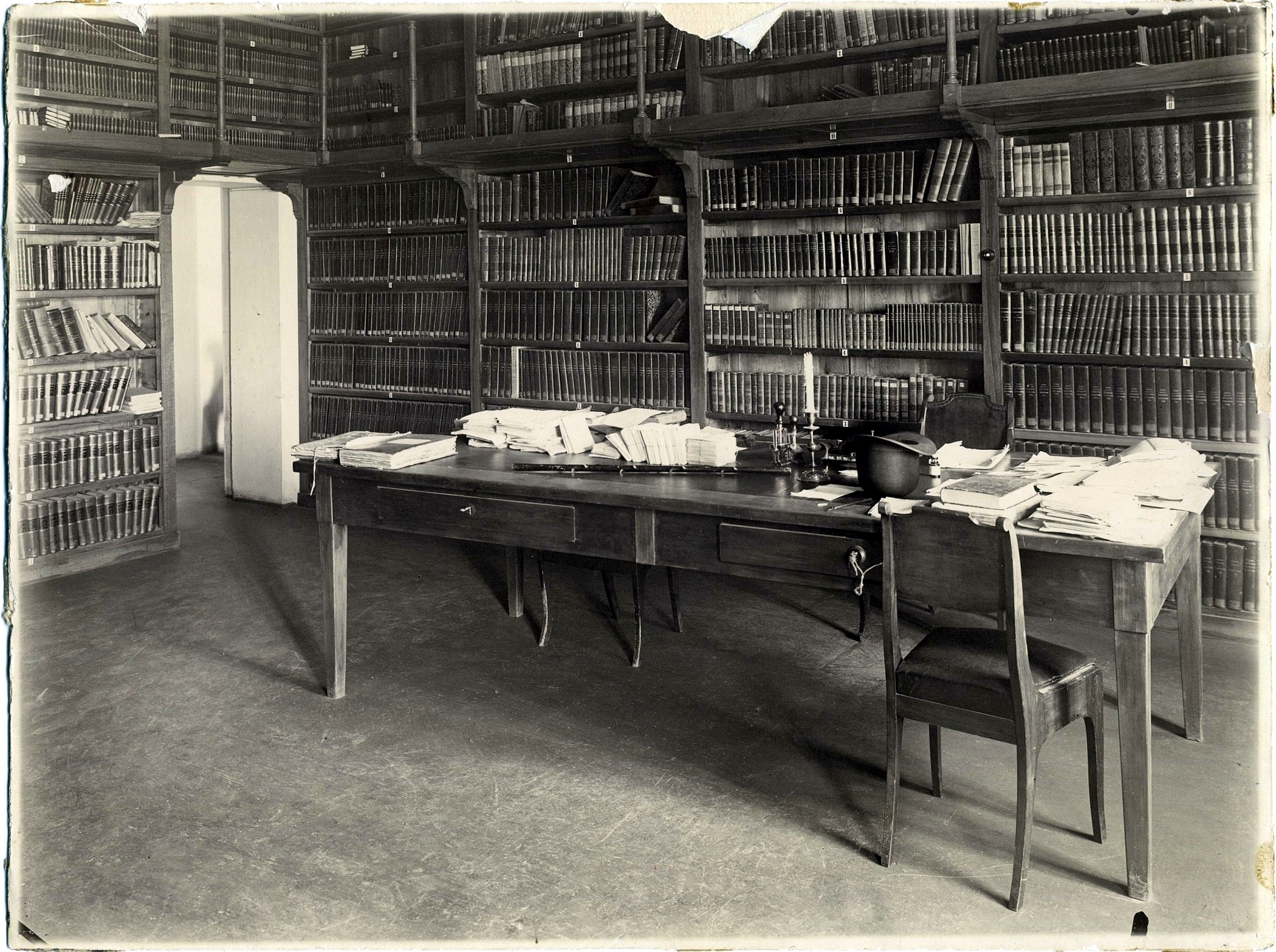
Кабинет библиотекаря

150 тысяч единиц хранения, включая рукописи, инкунабулы, карты и восточные коллекции, в частности крупнейшую в стране арабографичную библиотеку.

## Типография Императорского Казанского университета
Типография при Казанском университете была учреждена вскоре после основания самого университета в 1809 году. Первоначально типография размещалась в университетских зданиях Казани и с самого 
начала специализировалась на выпуске учебников, научных трудов профессоров университета, а также изданий, ориентированных на изучение восточных языков и культур, что отражало профиль университета как крупного центра востоковедения. Главной газетой, печатавшейся в Казанской университетской типографии, была «Казанские ведомости», открытая в 1811 году, став первой провинциальной газетой в империи. Просуществовала она недолго, и уже 1820 году поменяла название на "Казанский вестник". Проблема была в том, что эти издания не носили строго научного характера, а поэтому по инициативе ректора Императорского Казанского университета математика Н. И. Лобачевского в 1834 году был основан журнал «Учёные Записки», издаваемые Казанским университетом по сей день.

## Общежитие Императорского Казанского университета
Полноценное общежитие в Императорском Казанском университете появилось в 1903 г. Общежитие было рассчитано на 100 человек. Чистые и просторные спальни, комнаты для занятий, центральное отопление, прачечная и электрическое освещение – прекрасные условия. Стоимость проживания зависела от комнаты: одноместные по 9 рублей в месяц, двухместные – по 14. Это сопоставимо со средней ценой в доходных домах того времени.
Однако были и сложности. Количество мест было ограничено, а в университете к тому времени учились 968 человек. Все желающие должны были подать прошение и получить подпись ректора. А ещё вносить плату нужно было за полгода.
Просуществовало первое общежитие казанского университета около двух лет. В 1905 г. город охватили революционные волнения. Беспорядки в общежитие привлекли внимание полиции. И внезапно выяснилось, что студенты устроили в комнатах целых игорный дом. 
Студентов выселили, а здание использовали для лекций. После 1917 г. оно стало полноценным учебным корпусом медицинского факультета.

## Кураторы Императорского Казанского университета
- Степан Яковлевич Румовский (1803–1812)
- Михаил Александрович Салтыков (1812–1818)
- Михаил Леонтьевич Магницкий (1819–1826)
- Михаил Николаевич Мусин-Пушкин (1827–1845)
- Николай Иванович Лобачевский (1845–1847, исполняющий обязанности)
- Василий Петрович Панов (1847–1861)
- Николай Гаврилович Потапов (1894–1917)

## Ректоры Императорского Казанского университета
В императорский период существования Казанского университета было 18 ректоров:
- Яковкин, Илья Фёдорович[9] (1805—1813)
- Браун, Иван Осипович[10] (1813—1819)
- Солнцев, Гавриил Ильич (1819—1820)
- Никольский, Григорий Борисович (1820—1823)
- Фукс, Карл Фёдорович (1823—1827)
- Лобачевский, Николай Иванович[11] (1827—1846)
- Симонов, Иван Михайлович (1846—1854)
- Ковалевский, Осип Михайлович (1855—1860)
- Бутлеров, Александр Михайлович (1860—1863)
- Осокин, Евграф Григорьевич (1863—1872)
- Кремлев, Николай Александрович (1872—1876)
- Осокин, Евграф Григорьевич (1876—1880)
- Ковалевский, Николай Осипович (1880—1882)
- Булич, Николай Никитич (1882—1885)
- Кремлев, Николай Александрович (1885—1889)
- Ворошилов, Константин Васильевич (1889—1899)
- Дубяго, Дмитрий Иванович (1899—1905)
- Любимов, Николай Матвеевич (1905—1906)
- Загоскин, Николай Павлович (1906—1909)
- Дормидонтов, Григорий Фёдорович (1909—1917)

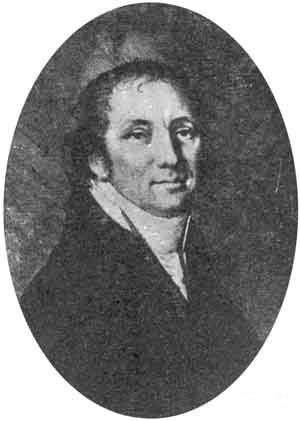
И. Ф. Яковкин
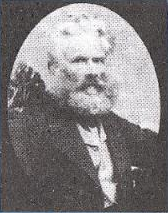
И. О. Браун
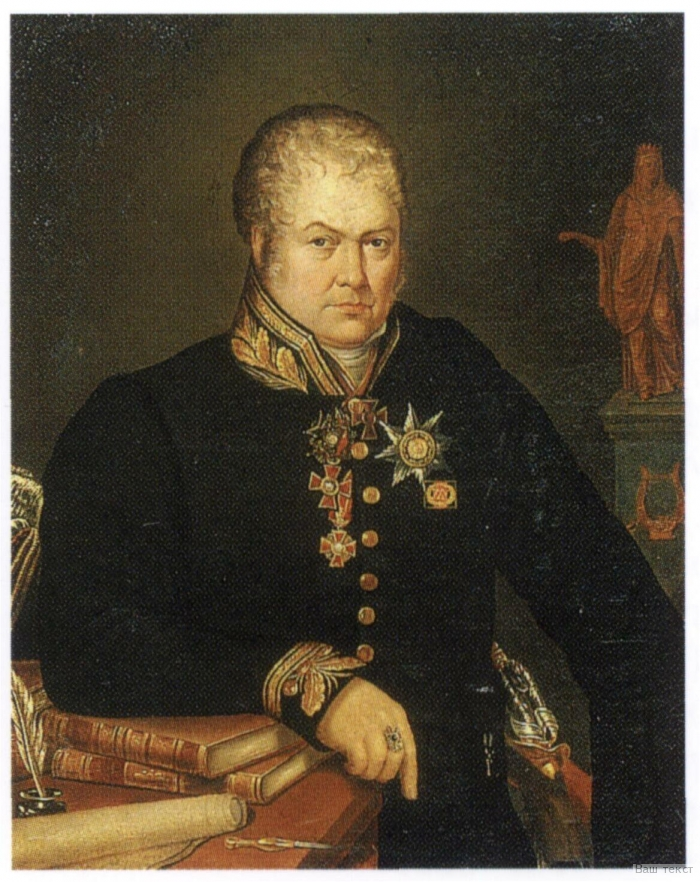
Г. И. Солнцев
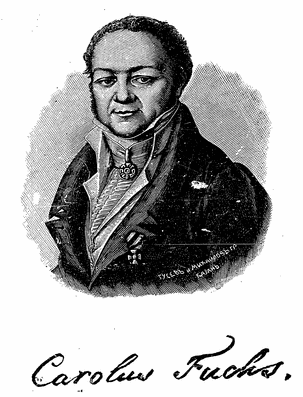
К. Ф. Фукс
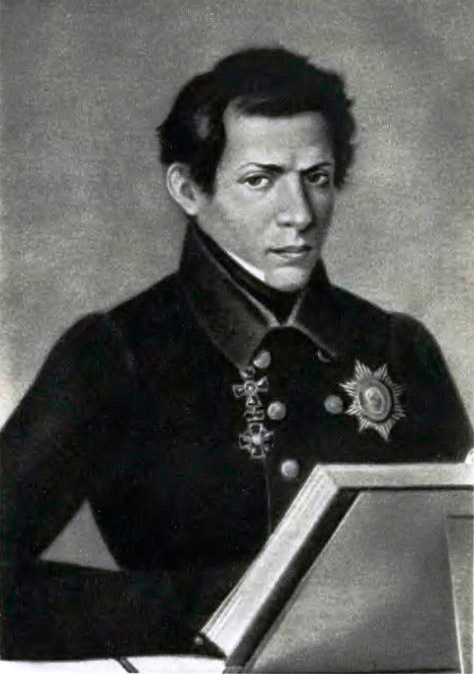
Н. И. Лобачевский
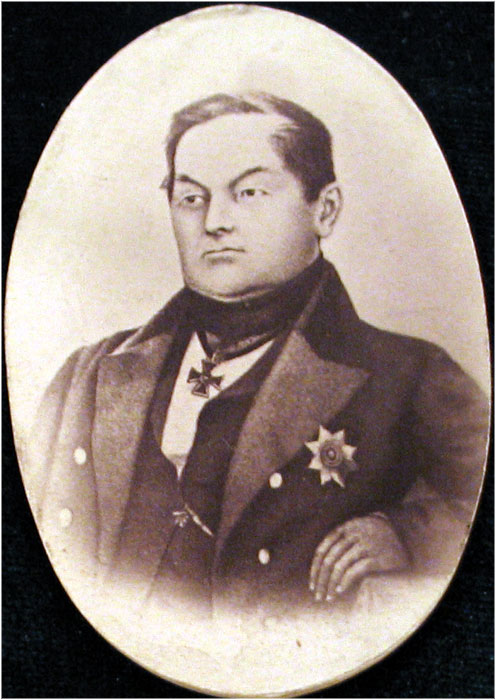
И. М. Симонов
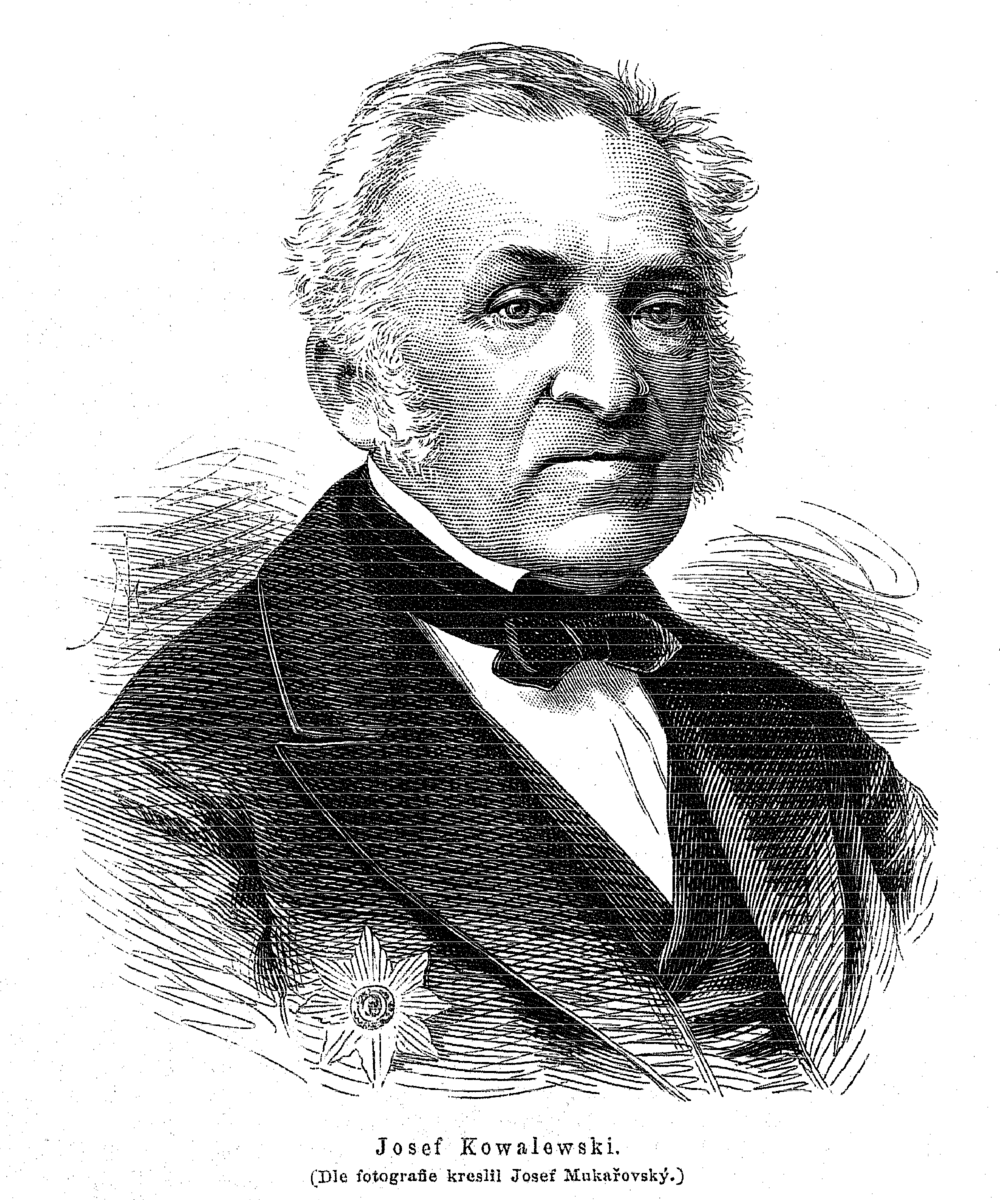
О. М. Ковалевский
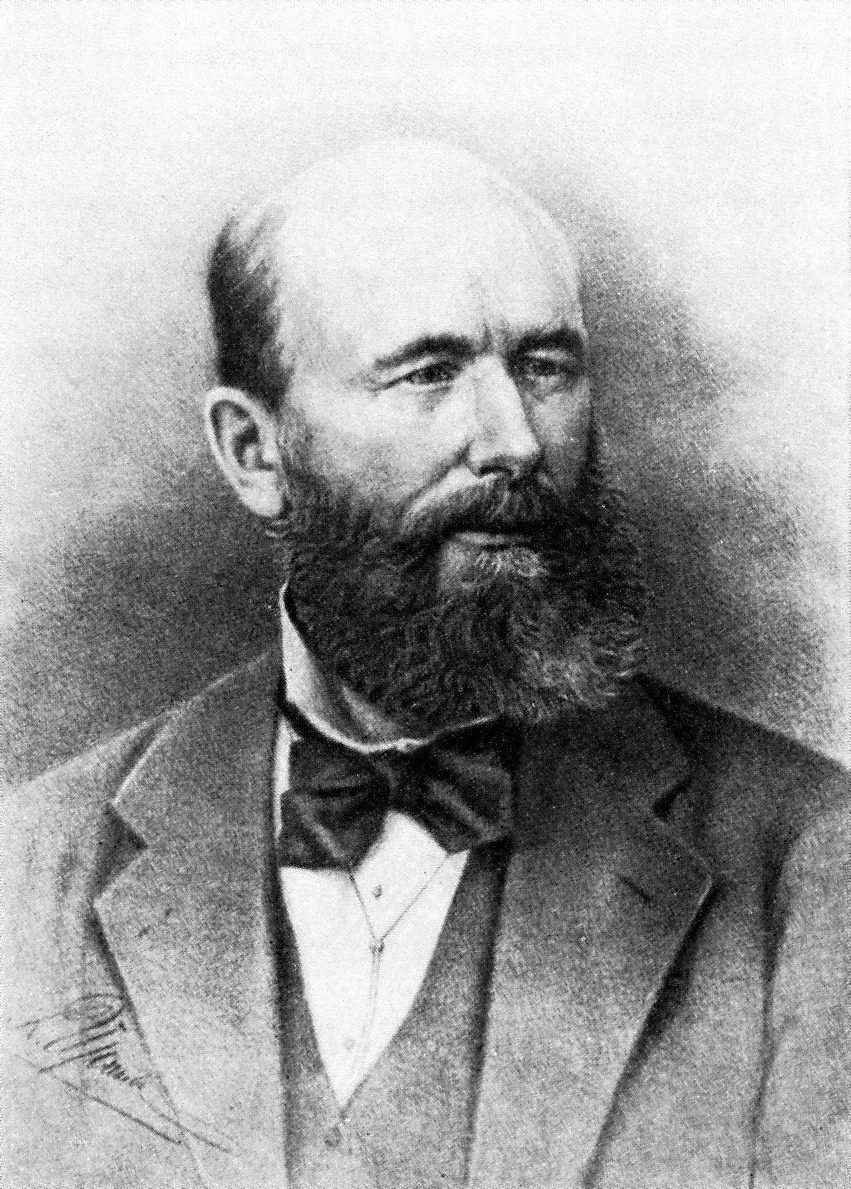
А. М. Бутлеров
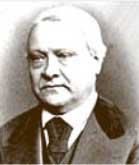
Е. Г. Осокин
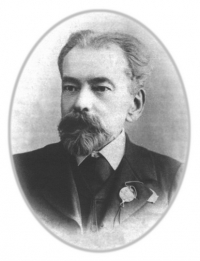
Н. А. Кремлёв
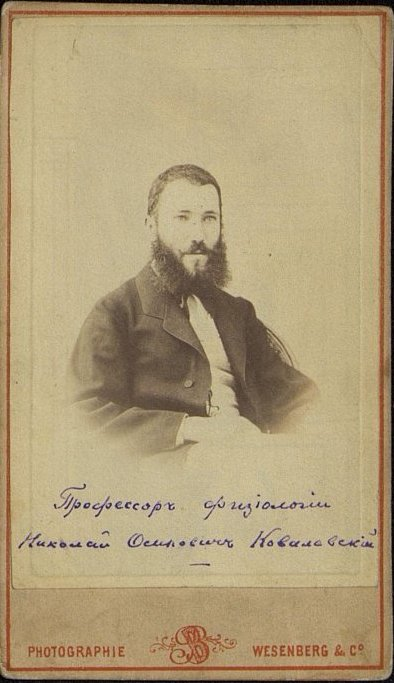
Н. О. Ковалевский
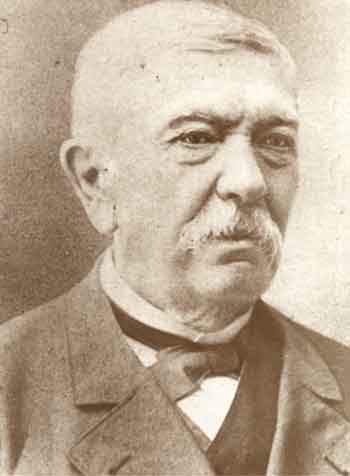
Н. Н. Булич
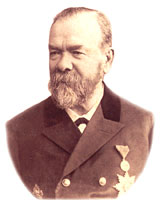
К. В. Ворошилов
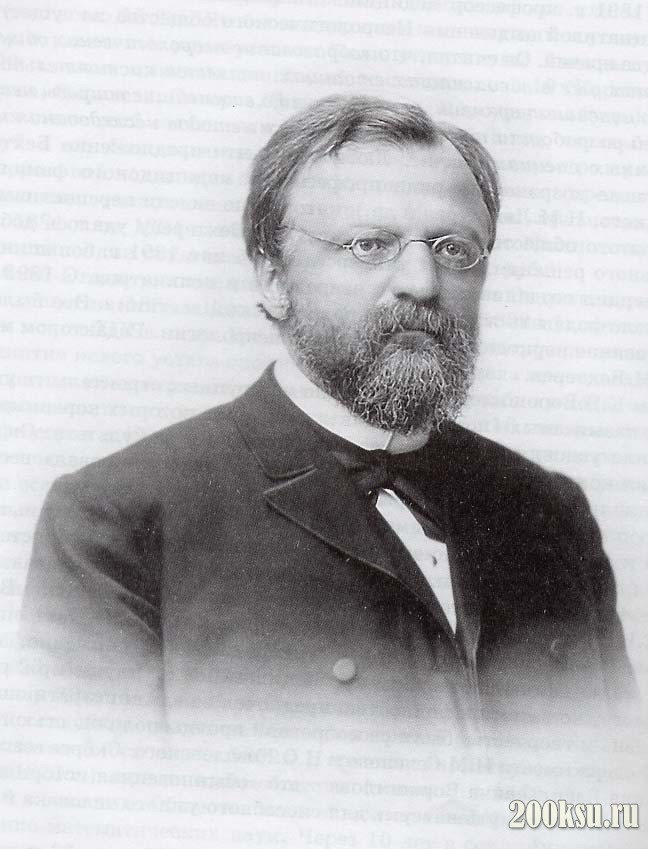
Д. И. Дубяго
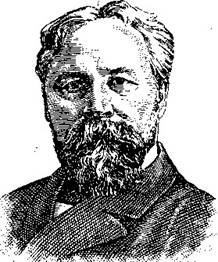
Н. М. Любимов
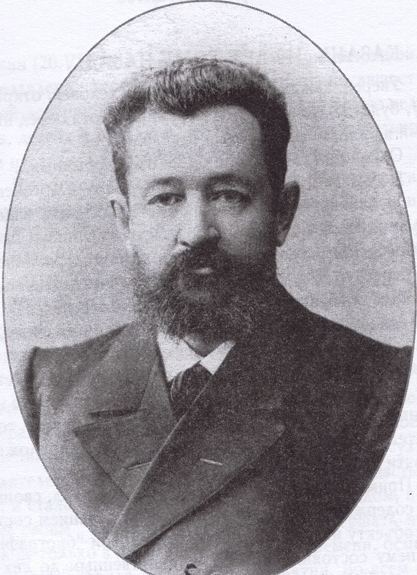
Н. П. Загоскин
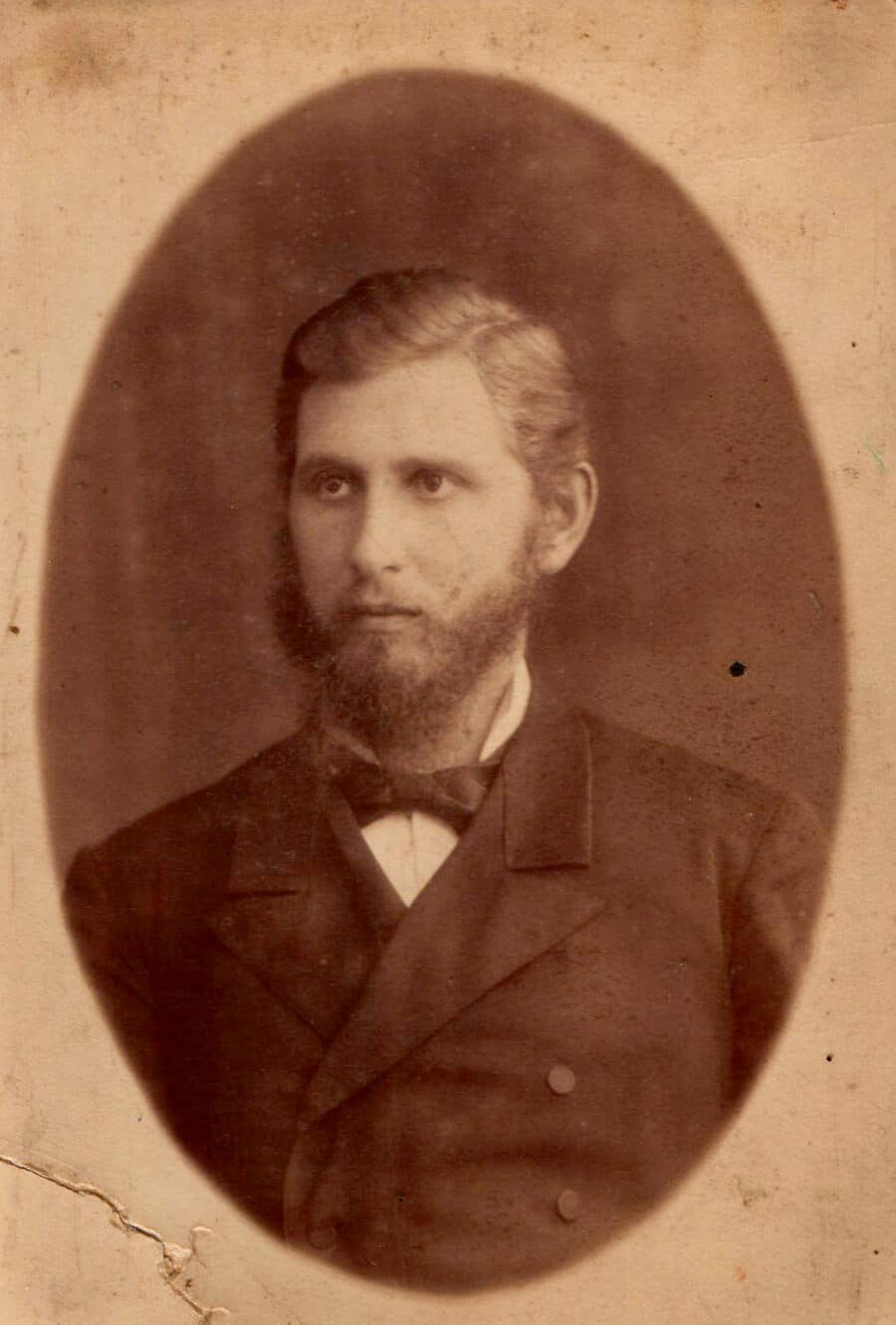
Г. Ф. Дормидонтов

## Почетные члены Императорского Казанского университета
Почётный член университета — почётное звание, присваиваемое в знак признания особых заслуг в области науки и просвещения, было введено Уставом 1804 года. Университет получил право удостаивать этим званием людей, «прославившихся учением и дарованиями, как из природных россиян, так и из иностранцев».

## Университетские общества
После разрешения российским университетам создавать учёные (научные) общества, при ИКУ были образованы:
- Общество врачей
- Общество археологии, истории и этнографии
- Общество невропатологов и психиатров
- Общество естествоиспытателей
- Химическое общество
- Физико-математическое общество
- Юридическое общество
- Лингвистическое общество
- Педагогическое общество
- Казанское общество любителей отечественной словесности
- Общество любителей русской словесости